# Marek Działoszyński
Marek Dariusz Działoszyński (ur. 19 czerwca 1962 w Trzebiatowie) – polski oficer, generalny inspektor Policji w stanie spoczynku, komendant główny Policji w latach 2012–2015, prezes Szpitala Uniwersyteckiego im. Karola Marcinkowskiego w Zielonej Górze od 2017.

## Życiorys
Jest absolwentem Wydziału Prawa i Administracji filii Uniwersytetu im. Adama Mickiewicza w Poznaniu. Służbę rozpoczął w 1985 od pracy patrolowej w Międzyrzeczu. Następnie objął stanowisko w wydziale operacyjno-dochodzeniowym. Od lutego 1991 był komendantem komisariatu policji w Skwierzynie. Od 1999 pełnił służbę w strukturach Biura Spraw Wewnętrznych Komendy Głównej Policji, a w styczniu 2006 został dyrektorem tejże komórki. Od listopada 2008 piastował stanowisko komendanta wojewódzkiego Policji w Łodzi.
10 stycznia 2012 został komendantem głównym Policji. 11 lutego 2015 przestał pełnić tę funkcję.
Uchwałą nr LIV/399/14 Rady Miejskiej w Skwierzynie z dnia 26 czerwca 2014 nadano mu tytuł honorowego obywatela Skwierzyny.
27 czerwca 2014 prezydent RP Bronisław Komorowski na wniosek ministra spraw wewnętrznych mianował go na stopień generalnego inspektora Policji. Nominację odebrał 21 lipca 2014.
W wyborach do Sejmu w 2015 otwierał listę Polskiego Stronnictwa Ludowego w okręgu łódzkim. Nie uzyskał mandatu, otrzymując 1155 głosów.
31 sierpnia 2017 Zgromadzenie Wspólników Szpitala Uniwersyteckiego w Zielonej Górze wybrało go prezesem szpitala.

## Ordery i odznaczenia
- Krzyż Kawalerski Orderu Odrodzenia Polski (2015)[9]
- Srebrny i Brązowy Krzyż Zasługi (2004 i 2000)[10][11]
- Srebrny Medal za Długoletnią Służbę[12]
- Złota Odznaka „Zasłużony Policjant”[12]
- Złota Odznaka „Za zasługi w pracy penitencjarnej” (2009)[13][12]
- Srebrna Odznaka „Zasłużony dla Ochrony Przeciwpożarowej” (2011)[14]
- Brązowy Medal „Za zasługi dla obronności kraju” (2011)[15]
- Złoty Medal „Za zasługi dla obronności kraju” (2012)[12][16]
- Złoty Medal za Zasługi dla Straży Granicznej (2012)[17][12]
- Złoty Medala „Opiekun Miejsc Pamięci Narodowej” (2014)[18]